# Фуенте ла Ланча
Фуенте ла Ланча (на испански: Fuente la Lancha) е населено място и община в Испания. Намира се в провинция Кордоба, в състава на автономната област Андалусия. Общината влиза в състава на района (комарка) Вале де лос Педрочес. Заема площ от 7 km². Населението му е 374 души (по преброяване от 2010 г.). Разстоянието до административния център на провинцията е 82 km.

## Демография
| 1900 | 1910 | 1920 | 1930 | 1940 | 1950 | 1960 | 1970 | 1981 | 1990 |
| ---- | ---- | ---- | ---- | ---- | ---- | ---- | ---- | ---- | ---- |
| 449  | 604  | 655  | 664  | 903  | 878  | 805  | 413  | 477  |      |